# Focko Ukena

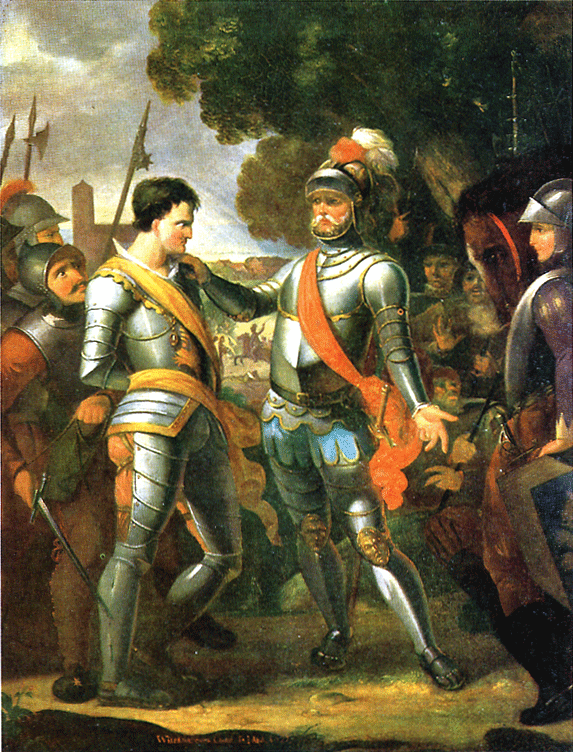
Ocko II tom Brok wordt gevangen voorgeleid aan Focko Ukena na de Slag op de Wilde Ackers in 1427 (Tjarko Meyer Cramer, 1803)

Focko Ukena (Neermoor, ca. 1365 - 29 augustus 1437) was een Oost-Friese hoofdeling die een belangrijke rol heeft gespeeld in de strijd tussen de Schieringers en Vetkopers in de provincies Groningen en Friesland. Daarnaast was hij een van de leidende figuren in het verzet tegen het vestigen van landheerlijk gezag in Oost-Friesland door het geslacht Tom Brok. De door Ukena opgestelde willekeuren of wetten zijn de laatste wetteksten die waren bedoeld voor in het hele Friese gebied tussen Vlie en Wezer.

## Friese vrijheid
In het noorden van het tegenwoordige Nederland, grofweg de huidige provincies Groningen en Friesland, bestond in de veertiende eeuw geen feitelijk landsheerlijk gezag. Dat gold ook voor het aangrenzende Oost-Friesland. Dat ontbreken van een hoger, centraal gezag in deze gewesten werd aangeduid als de Friese Vrijheid. Die vrijheid werd vanuit meerdere kanten bedreigd:
- Holland probeerde zijn gezag over Friesland uit te breiden, met steun van een aantal belangrijke hoofdelingen en steden in het westen
- in Oost-Friesland probeerden de machtigste hoofdelingen een eigen Friese feodale staat vorm te geven, en daar zelf een rol als graaf te verwerven
- in het midden van Friesland breidde de stad Groningen haar macht steeds verder uit

Al deze belangen en conflicten door elkaar vormden de vaak verwarrende twisten en oorlogen tussen de Schieringers en Vetkopers. Globaal bestond de Schieringer (cisterciënzers) partij uit de stad Groningen en de kleinere hoofdelingen, terwijl de meeste overige steden en de machtige hoofdelingen in het oosten en westen van Friesland de Vetkopers (premonstratenzers) vormden. In de praktijk werd dit beeld sterk vertroebeld omdat er vaak uit persoonlijk opportunisme van kamp werd gewisseld. Tussen 1413 en 1422 woedde in de Friese landen een uitzonderlijk groot conflict die we kennen als de Grote Friese Oorlog. Focko Ukena speelde als oorlogsleider daarin een belangrijke rol.

## Wie was Focko Ukena

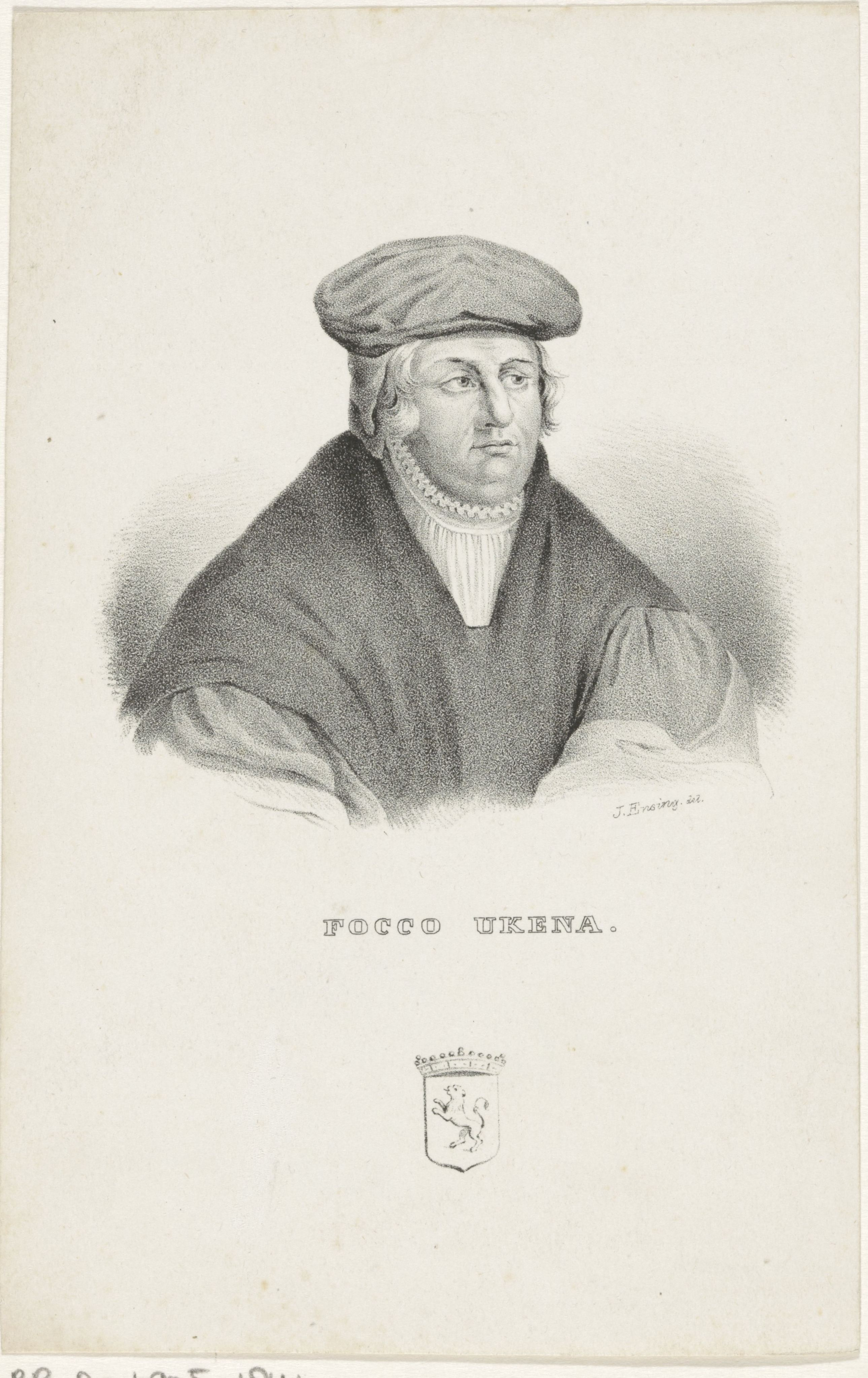
Portret van Focko Ukena (1841)

Focko was de hoofdeling van Leer. Zijn ouders waren Uko Ukena en Amke van Lengen (ovl. 1417), Uko was hoofdeling van Neermoor en heer van Aurich en het Broekmerland, vermoedelijk verbonden met het geslacht Tom Brok. Focko's grootvader was Benno, hoofdeling van Neermoor. Over zijn kinderjaren en jeugd is niets overgeleverd. De gebeurtenissen uit zijn leven stammen met name uit de eerste helft van de vijftiende eeuw.  In oorkonden duikt zijn naam onder verschillende schrijfwijzen (Ukama, Ukana, Ukema, Ukumma, Ukens, Uking, Unkena) op.
Focko trouwde in zijn tweede huwelijk met Hidde, vermoedelijk uit de familie Ripperda. Door dit huwelijk verwierf hij grote bezittingen in het oosten van de huidige provincie Groningen. Hij liet een kasteel bouwen bij Leer.

## Militaire loopbaan
Na enkele jaren als huurling te hebben gevochten, trad Focko in vaste dienst bij Keno tom Broke en werd zijn legeraanvoerder. Bij de gevechten die plaatsvonden in de Grote Friese Oorlog (1413-1422) behaalde hij meermalen voor de Geallieerden de overwinning. Hij versloeg in 1415 de Schieringers bij Westeremden en bezette de stad Groningen. Hierdoor ging de stad over naar de Vetkoperse partij. Vanuit Groningen verwoestte Focko borgen van de Schieringers te Woltersum, Stedum, Eenrum, Baflo, Termunten en Appingedam. In 1417 versloeg Focko Sicko Sjaerda bij Noordhorn, waarbij 500 Schieringers zouden zijn gedood en 400 door hem gevangengenomen. Vervolgens plunderde hij Achtkarspelen. 
Koning Sigismund van het Heilige Roomse Rijk besloot toen de Schieringers te steunen en sprak de rijksacht (opschorten van persoonlijke rechten en van algemene wettelijke bescherming) uit over Focko, de stad Groningen en een aantal andere Vetkopers. Focko trok zich daar niet veel van aan en veroverde nog in 1418 Dokkum. Daarvandaan vertrok hij per schip en landde bij Hindeloopen waar hij de Schieringers versloeg die daar de Vetkopers belegerden. Focko zou een groot aantal van zijn gevangenen hebben laten ophangen. Hij veroverde Staveren en kwam in 1420 opnieuw Hindeloopen te hulp om daarna Sloten te belegeren. Toen Hollandse troepen onder leiding van Hendrik van Renesse de Schieringers te hulp kwamen, moest Focko na zware gevechten in de slag bij Sloten zich terugtrekken.
Op 1 februari 1422 werd de Vrede van Groningen gesloten. Focko was de eerste ondertekenaar van dit document. Dit verdrag maakte een einde aan de oorlogshandelingen en legde vast dat Ocko II tom Brok (de zoon van de inmiddels overleden Keno) het gezag had over Oost-Friesland, de stad Groningen en de Ommelanden. De koning hief de rijksacht op.
Focko was daarna actief in de strijd tegen de Likedelers en verdreef ze uit Ezumazijl en Dokkum, met hulp van de Hanze. In 1424 werd hij door Ocko bevestigd als heer van Moormerland, Overledingerland en Reiderland.

## Machtsgreep
Al snel liepen de spanningen tussen Focko en Ocko hoog op en in 1426 kwam Focko in naam van de Friese vrijheid in opstand tegen zijn heer. Hij had niet veel moeite om steun te vinden onder de hoofdelingen want er was veel weerstand tegen Ocko, en Focko had zijn zoons en dochters bovendien allemaal strategische huwelijken met belangrijke hoofdelingenfamilies laten sluiten. Zo trouwde zijn dochter, Amke Ukena (†1445), met de Ommelander hoofdeling Evert Sickinghe, telg uit het geslacht Sickinghe. Zowel de vader, grootvader en broer van Evert waren burgemeester van de stad Groningen geweest. Evert zelf was redger en hoofdeling te Winsum en proost van de proosdij te Loppersum.   
Op 27 september 1426 werd Focko bij Leer aangevallen door een leger van Ocko's bondgenoten: de aartsbisschop van Bremen en de graven van Oldenburg, Hoya, Diepholz en Tecklenburg. Door zijn goede kennis van het terrein wist Focko het ridderleger van zijn tegenstanders het moeras in te dringen en daar te verslaan. De graven van Rietberg en Diepholz werden daarbij gedood en de aartsbisschop van Bremen werd gevangengenomen. Ondertussen plunderden troepen van Ocko de bezittingen van Focko in het oosten van Groningen. Begin oktober 1427 versloeg Focko de stad Groningen in de Delfzijlster Oosterhoek. De stad moest zijn poorten openen voor Focko en hem een schadevergoeding betalen voor de plunderingen van het jaar daarvoor. Ook nam Focko het stapelrecht van de stad Groningen af. 
Toen Focko zijn macht over Groningen en de Ommelanden zeker had gesteld, sloot hij een bondgenootschap met de bisschop van Münster en erkende hem als zijn leenheer. Daarna trok hij weer naar Oost-Friesland voor een afrekening met Ocko. Ocko verschanste zich in Marienhafe maar koos op 28 oktober 1427 uiteindelijk voor een veldslag (Slag op de Wilde Ackers), en werd verslagen en gevangengenomen door Focko. De Likedelers hadden Ocko gesteund en werden daarom door Focko uit Oost-Friesland verdreven. In feite had Focko hiermee de positie van Ocko geheel over genomen.
Zijn autoritaire gedrag en hoge belastingen riepen echter al snel veel verzet op. In 1428 sloot de stad Groningen al een verbond met het Westerkwartier (Groningen) dat tegen Focko was gericht. Het stapelrecht van de stad werd hierbij hersteld. Focko zou hierover zo boos zijn geworden dat hij Hiddo Tamminga, een van zijn vroegere aanvoerders die was overgegaan naar het verbond, heeft vermoord. Na een mislukte aanval op Bremen, kwamen de Oost-Friese hoofdelingen ook tegen Focko in opstand. In 1430 sloten zij het vrijheidsverbond van de zeven Oost-Frieslanden tegen Focko en in 1431 belegerden ze onder leiding van Edzard Cirksena, Focko in zijn kasteel bij Leer. Focko wist te ontsnappen door in een ton de rivier de Eems over te steken, en hij trok naar Münster. Daarvandaan hield hij roof- en plundertochten in de gebieden van zijn tegenstanders maar in 1433 werd zijn laatste leger verslagen. Focko trok zich terug op zijn borg in Dijkhuizen en begon een diplomatieke inspanning om zijn positie te verbeteren maar hij overleed in 1436.

## De willekeuren van Ukena
Na de overwinning op de Groningers in 1428 regelde Ukena de Friese rechtspraak. In plaats van de ‘gemenelands warven’, die in de stad Groningen werden gehouden, kreeg iedere go net als vroeger de eigen rechtspraak terug. De wetten bevatten aanwijzingen voor rechters met betrekking tot de aanzienlijken "wisheit elkes landes" en de geestelijkheid en de gemeenschap "de wisheit fan de mente". De Friese landen beloofden elkaar bij te staan, zodat de Friese vrijheid bleef gewaarborgd  - "dar se met Godts genade to komen siin". Ook bij ‘water-noet’ beloofden zij elkaar bij te staan. Het onderlinge verkeer van personen was voor de Friezen uit alle gouwen vrij, al bleef de tolheffing bestaan. De wetten van Ukena zijn geschreven in een overgangstaal. Veel is nog geschreven in het Oudfries, maar er is al wel een Nedersaksische invloed te vernemen.

## Nagelaten sporen
Volgens de overlevering is Focko begraven in de kloosterkerk van Appingedam. Toen die kerk in de achttiende eeuw werd afgebroken bedong de familie Ripperda (verwant aan Focko) dat de zuidmuur moest blijven staan, wat wordt gezien als een bevestiging dat Focko daar moet zijn begraven.
Focko voerde als wapen een witte leeuw met een omgekeerde keizerskroon om de nek. Dit wapen maakt tegenwoordig deel uit van het samengestelde wapen van Oost-Friesland, waar ook de wapens van Cirksena (een griffioen met kroon) en Tom Brock (een arend met kroon) in voorkomen. Die kroon is telkens een verwijzing naar een claim dat de familie door Karel de Grote in de adelstand zou zijn verheven.
"Der fliegende Focko", een boeman die op zijn paard door de lucht rijdt, kreeg een plaats in de folklore van Oost-Friesland. 
De vrede van Groningen (1422) betekende een einde aan de expansie van Holland naar Friesland. Het verbond tussen Groningen en het Westerkwartier werd later naar de andere Ommelanden uitgebreid en markeerde het ontstaan van het gewest Groningen.
De stad Hamburg wilde een einde maken aan de Friese onlusten en de zeeroverij die daarbij hoorde. Hamburg steunde daarom Edzard Cirksena om zijn macht over heel Oost-Friesland te vestigen en de eerste graaf van Oost-Friesland te worden.